# Contea di LaSalle
La contea di LaSalle (in inglese La Salle County) è una contea dello Stato dell'Illinois, negli Stati Uniti. La popolazione al censimento del 2000 era di 111 509 abitanti. Il capoluogo di contea è Ottawa.